# Ценжковиці (Лодзинське воєводство)
Ценжковиці (пол. Ciężkowice) — село в Польщі, у гміні Ґідле Радомщанського повіту Лодзинського воєводства.
Населення — 573 особи (2011).
У 1975-1998 роках село належало до Ченстоховського воєводства.

## Демографія
Демографічна структура станом на 31 березня 2011 року:
|          | Загалом | Допрацездатний вік | Працездатний вік | Постпрацездатний вік |
| -------- | ------- | ------------------ | ---------------- | -------------------- |
| Чоловіки | 297     | 77                 | 195              | 25                   |
| Жінки    | 276     | 49                 | 159              | 68                   |
| Разом    | 573     | 126                | 354              | 93                   |